# Evan Stone

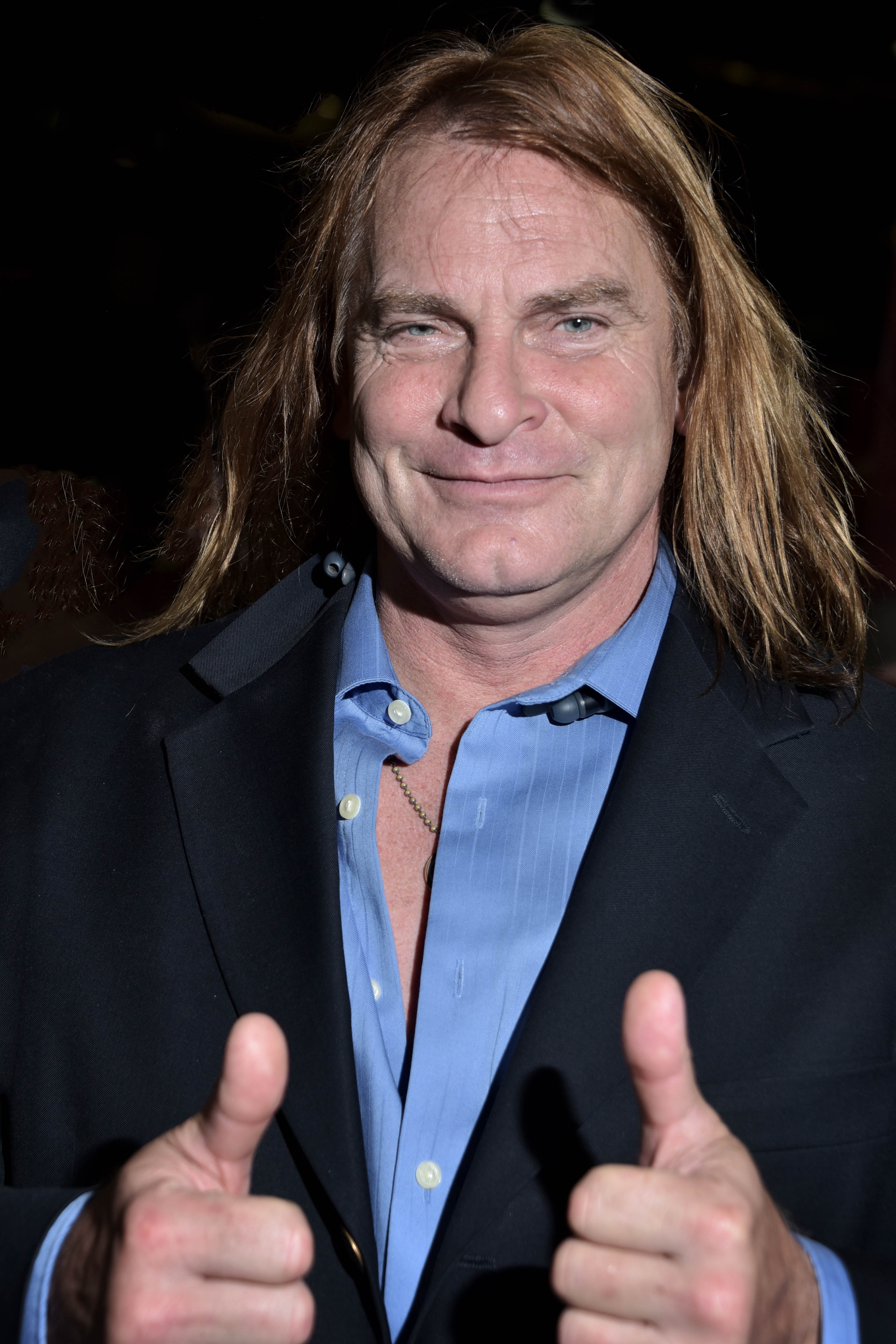
Evan Stone (2017)

Evan Stone (* 18. Juli 1964 in Dallas, Texas) ist ein US-amerikanischer Pornodarsteller.

## Leben
Stone war Musiker, als er von einem Agenten des Regisseurs Michael Raven angesprochen wurde.
Er hat in über 730 Pornofilmen mitgespielt und war kurzzeitig von 2002 bis 2004 mit Jessica Drake verheiratet. Bekannt ist Stone für seine Rolle in dem Film Pirates. Weitere bekannte Filme, in denen er mitspielte, sind Island Fever 3 und 4, Who’s Nailin’ Paylin?, Body Heat und Fly Girls.

## Filmografie (Auswahl)
- 2002: Midnight Librarians
- 2007: Spunk’d – The Movie
- 2009: Nurses
- 2009: Seinfeld: A XXX Parody
- 2009: Throat: A Cautionary Tale
- 2009: WKRP in Cincinnati: A XXX Parody
- 2010: The A-Team XXX – A Parody
- 2010: The Human Sexipede (First Sequence: A Porn Parody)
- 2010: This Ain’t Two and a Half Men XXX
- 2011: American Dad XXX: An Exquisite Films Parody
- 2011: Katwoman XXX
- 2013: Wolverine XXX: An Axel Braun Parody
- 2014: Cinderella XXX: An Axel Braun Parody
- 2015: Watching My Hotwife 2
- 2015: Wonder Woman XXX: An Axel Braun Parody

## Auszeichnungen
- 2001: AVN Award: Male Performer of the Year
- 2001: AVN Award: Best Actor -Film (Adrenaline)
- 2001: XRCO Award: Male Performer of the Year
- 2004: AVN Award: Best Actor - Video (Space Nuts)
- 2006: AVN Award: Best Actor - Video (Pirates)
- 2007: AVN Award: Best Actor - Video (Sex Pix)
- 2008: AVN Award: Male Performer of the Year
- 2008: XRCO Award: Male Performer of the Year
- 2008: XBIZ Award: Male Performer of the Year
- 2008: F.A.M.E. Award: Favorite Male Starlet
- 2009: AVN Award: Best Actor (in Pirates II: Stagnetti’s Revenge)[1]
- 2009: F.A.M.E. Award: Favorite Male Starlet
- 2010: XFANZ Award: Male Star of the Year[2]
- 2011: AVN Hall of Fame
- 2011: AVN Award: Male Performer of the Year